# Kathleen Martínez
Kathleen Teresa Martínez-Nazar Berry (Santo Domingo, 1966) è un'archeologa dominicana, particolarmente attiva nella ricerca della tomba di Cleopatra.

## Biografia
È nata nel 1966 a Santo Domingo; suo padre, Fausto Martínez, era un giurista e professore di diritto nonché proprietario di un'ampia biblioteca privata. Sin da giovane Martínez coltivò una passione per le materie umanistiche, rivolgendo un particolare interesse all'archeologia e alla figura di Cleopatra ma fu inizialmente scoraggiata dai genitori a seguire tali interessi in ambito lavorativo. Ha studiato inglese presso l'Università Brown e all'età di 19 anni si è laureata in giurisprudenza presso l'Università nazionale Pedro Henríquez Ureña, iniziando a praticare la professione di avvocato penalista e fondando poi un suo studio legale.
Dopo il matrimonio si è trasferita col marito a Madrid per permettergli di studiare cardiologia e ha proseguito gli studi conseguendo due master in economia e archeologia.
Tornata nella Repubblica Dominicana nel 1999, come professoressa di archeologia presso l'Università autonoma di Santo Domingo, iniziò ad effettuare ricerche sulla vita e in particolare sulla morte di Cleopatra con l'obiettivo di individuare il luogo di sepoltura dell'ultima regina dell'Egitto tolemaico. Nel 2004, dopo non aver ricevuto risposta a numerose e-mail, si è recata al Cairo per incontrare l'archeologo Zahi Hawass di persona, ottenendo il permesso del governo egiziano per visitare alcuni siti archeologici chiusi al pubblico. Nel corso dell'anno successivo Martínez, dopo esser stata nominata ambasciatrice di cultura dalla Repubblica Dominicana, ha contattato nuovamente Hawass per potersi recare presso il tempio di Taposiris Magna, arrivando alla conclusione che quest'ultimo fosse l'effettivo luogo di sepoltura della regina. Dopo aver esposto tale teoria ad Hawass, ha ottenuto il permesso di portare avanti una missione archeologica, nonostante vi fossero già stati scavi nell'area e nonostante vi fosse l'intenzione di aprire al pubblico il sito di Taposiris Magna.
Nel 2022 è stato annunciato che la missione archeologica ha rinvenuto un tunnel lungo circa 1,3 chilometri, definito un "miracolo geometrico" e accostato per le sue caratteristiche all'acquedotto di Eupalino, con sepolte almeno un paio di mummie con lingue d'oro; il ritrovamento è stato interpretato come un segnale a supporto della tesi di Martínez che l'area potesse esser stata utilizzata come tomba reale. Nel corso dei due anni successivi le ricerche si sono spostate nelle acque del mar Mediterraneo, dove gran parte dei resti della città antica di Alessandria e probabilmente di Taposiris Magna sono finiti in seguito a diversi terremoti che hanno colpito la regione.